# 多利安人
多利安人（英語：Dorians，/ˈdɔːriənz/；希臘語：Δωριεῖς）是古典希臘的希臘人將其群體劃分之四大族群之一（另外三者是伊奧利亞人、亞該亞人和愛奧尼亞人）。他們幾乎總是被稱為“多利安人”，正如在《奧德賽》中最早提到他們的文學作品中所稱的那樣，他們已經居住在克里特島。
他們的生活方式和社會組織各不相同，從人口眾多的貿易中心科林斯（以其華麗的藝術和建築風格而聞名）到孤立主義的軍事國家斯巴達。然而，所有的希臘人都知道哪些地方是多利安人，哪些地方不是。 處於戰爭狀態的多利安國家更有可能（但並非總是）指望其他多利安國家的援助。多利安人以多利安希臘方言和獨特的社會和歷史傳統而著稱。
公元前5世紀，多利安人和愛奧尼亞人是兩個在政治上最重要的希臘民族，他們的最終衝突導致了伯羅奔尼撒戰爭。當時希臘人自我認同為“愛奧尼亞人”或“多利安人”的程度本身就存在爭議。愛德華·威爾（Édouard Will）的一個極端結論是，儘管雅典的宣傳中存在反多利安人的因素，但五世紀的希臘文化中並沒有真正的種族成分。在另一個極端，約翰·奥尔蒂（John Alty）重新解釋了資料來源，得出結論認為種族確實激發了當時的行動。現代人通過公元前5世紀和4世紀的文學傳統來看待這些種族認同，深受他們自己的社會政治的影響。 此外，根據E.N.蒂格斯泰特（E.N. Tigerstedt），19世紀歐洲的“多利安”美德崇拜者，他們認為自己是“Laconophile”，並且在他們那個時代的文化中也發現了相似之處； 他們的偏見促成了對“多利安人”的傳統現代解釋。

## 歷史
最早提到多利安人這個名詞的是《奥德赛》，據說他們源自於赫楞（Hellen）之子多洛斯（Dorus），居住在克里特島上。他們講多利安語，是一種希臘的方言。
约公元前12到11世纪，多利安人由巴尔干半岛北部迁来，大部分布在伯罗奔尼撒半岛、克里特島、罗得岛以及西西里岛东部一带，之後逐漸擴展到希臘各地。定居在伯罗奔尼撒半岛的多利安人建立了斯巴達、科林斯、阿尔戈斯等城邦。
公元前1200年前，古希腊迈锡尼文明因多利安人入侵而彻底毁灭，因此古希腊进入黑暗时代。直到公元前800年，古希腊建立起第一个城邦，脫離荷马史诗的年代，社会正式向民主制度过度，古希腊黑暗时代才宣告渐渐结束。